# Dunajov
Dunajov este o comună slovacă, aflată în districtul Čadca din regiunea Žilina. Localitatea se află la altitudinea de 373 m deasupra n.m., se întinde pe o suprafață de 6,06 km2 și în 2017 număra 1.173 de locuitori.

## Istoric
Localitatea Dunajov este atestată documentar din 1498.

## Demografie
| An:                | 1994 | 2004   | 2014    | 2024   |
| ------------------ | ---- | ------ | ------- | ------ |
| Număr de persoane: | 907  | 914    | 1187    | 1105   |
| Diferență:         |      | +0,77% | +29,86% | −6,90% |

| An:                | 2023 | 2024   |
| ------------------ | ---- | ------ |
| Număr de persoane: | 1104 | 1105   |
| Diferență:         |      | +0,09% |